# Sandro Meira Ricci
Sandro Meira Ricci (Poços de Caldas, 19 de novembro de 1974) é um ex-árbitro de futebol brasileiro e analista de comércio exterior, formado em Economia pela Universidade de Brasília.

## Carreira
Sandro Meira Ricci iniciou na arbitragem na FFDF (Federação de Futebol do Distrito Federal), entrando para o quadro de árbitros da  Confederação Brasileira de Futebol (CBF), em 2006, realizando sua estreia em 29 de abril daquele ano, no estádio Serra Dourada, Goiânia/GO, arbitrando a partida entre Vila Nova FC/GO x Ituano FC/SP. Permaneceu no quadro de árbitros da FFDF até o inicio de 2012, quando foi contratado pela Federação Pernambucana de Futebol (FPF). Naquele mesmo ano, apitou a segunda partida da final da Copa do Brasil.
Deixou a Federação Pernambucana de Futebol em 2014, sendo contratado pela FCF (Federação Catarinense de Futebol), onde permaneceu ate 2018. Em 2018 passou a integrar o grado de árbitros da Federação Paranaense de Futebol (FPF), onde encerrou a carreira.

### Atuação internacional
Credenciado pelas boas atuações, foi convidado para fazer parte do quadro de árbitros da Federação Internacional de Futebol (FIFA), para representar a CBF em competições internacionais.
Em 2013, arbitrou a final do Mundial de Clubes da FIFA. Em 2014, a segunda partida da final da Copa Libertadores da América.
Ao lado dos auxiliares Emerson Augusto de Carvalho e Marcelo Van Gasse, foi o representante da arbitragem brasileira nas Copas do Mundo do Brasil em 2014, e da Rússia em 2018, sendo cotado nesta última, para ser o arbitro da grande final.
Foi o primeiro árbitro em competições oficiais da FIFA a validar um gol com ajuda da Tecnologia da Linha de Gol. O fato ocorreu na partida França x Honduras, durante a Copa do Mundo FIFA de 2014. No lance, a bola bate na trave, depois no goleiro hondurenho e entra no gol. O goleiro tira a bola de dentro do gol, mas a tecnologia já havia confirmado o gol.
Atuou nos Jogos Olímpicos de Verão de 2016 no Rio de Janeiro.

### Outras atividades
Além de árbitro de futebol, Sandro Ricci é servidor público federal efetivo, ocupando o cargo de analista de comércio exterior, lotado na Câmara de Comércio Exterior (CAMEX), órgão do Poder Executivo Federal. Em 9 de janeiro de 2019, pouco depois de se aposentar como árbitro, torna-se o novo comentarista de arbitragem da Rede Globo, substituindo Arnaldo Cezar Coelho.

## Prêmios
Ganhou o prêmio de melhor árbitro do Campeonato Brasileiro de 2010 e o de segundo melhor árbitro no campeonato seguinte, tornando-se o primeiro arbitro não-Fifa, a vencer o premio.

## Partidas Internacionais

### Seleções
- Copa do Mundo FIFA Rússia 2018 [14]

| DATA       | PARTIDA                      | LOCAL                                  | Rodada              |
| 16/06/2018 | Croácia 2 x 0 Nigéria        | Estádio de Kaliningrado (Kaliningrado) | 1ª Rodada - Grupo D |
| 26/06/2018 | Dinamarca 0 x 0 França       | Estádio Lujniki (Moscou)               | 3ª Rodada - Grupo C |
| 07/07/2018 | Rússia (3) 2 x 2 (4) Croácia | Estádio Olímpico de Fisht (Sochi)      | Quartas de Final    |

- Copa do Mundo FIFA Brasil 2014 [17]

| DATA     | PARTIDA                | LOCAL                            | Rodada               |
| 15/06/14 | França 3 x 0 Honduras  | Estádio Beira Rio (Porto Alegre) | 1 ª Rodada - Grupo E |
| 21/06/14 | Alemanha 2 x 2 Gana    | Arena Castelão (Fortaleza)       | 2ª Rodada - Grupo G  |
| 30/06/14 | Alemanha 2 x 1 Argélia | Estádio Beira Rio (Porto Alegre) | Oitavas de Final     |

- Jogos Olímpicos de Verão Rio de Janeiro 2016 [21]

| DATA     | PARTIDA                 | LOCAL                                               | Rodada              |
| 04/08/16 | Honduras 3 x 2 Argélia  | Estádio Olímpico Nilton Santos (Rio de Janeiro)     | 1ª Rodada - Grupo D |
| 13/08/16 | Nigéria 2 x 0 Dinamarca | Arena Fonte Nova (Salvador)                         | Quartas de Final    |
| 20/08/16 | Honduras 2 x 3 Nigéria  | Estádio Governador Magalhães Pinto (Belo Horizonte) | Disputa pelo bronze |

- Copa América Chile 2015

| DATA     | PARTIDA                  | LOCAL                                        | Rodada              |
| 16/06/15 | Argentina 1 x 0 Uruguai  | Estádio La Portada (La Serena)               | 2ª Rodada - Grupo B |
| 24/06/15 | Chile 1 x 0 Uruguai      | Estádio Nacional de Chile (Santiago)         | Quartas de Final    |
| 30/06/15 | Argentina 6 x 1 Paraguai | Estádio Municipal de Concepción (Concepción) | Semi Final          |

- Copa do Mundo FIFA Sub 20 Turquia 2013

| DATA     | PARTIDA                     | LOCAL                                         | Rodada                |
| 22/06/13 | Turquia 3 x 0 El Salvador   | Estádio Hüseyin Avni Aker (Trebizonda)        | 1ª Rodada - Grupo C   |
| 29/06/13 | Croácia 2 x 1 Nova Zelândia | Estádio Bursa Atatürk (Bursa)                 | 3ª Rodada - Grupo F   |
| 06/07/13 | França 4 x 0 Uzbequistão    | Estádio Yeni Rize Şehir (Rize)                | Quartas de Final      |
| 13/07/13 | Gana 3 x 0 Iraque           | Arena Ali Sami Yen Sport Kompleksi (Istambul) | Disputa pelo 3º lugar |

- Eliminatórias Sul Americanas - Copa do Mundo FIFA 2018

| DATA     | PARTIDA                | LOCAL                                                                | Rodada     |
| 13/10/15 | Equador 2 x 0 Bolívia  | Estádio Olímpico Atahualpa (Quito/Equador)                           | 2ª Rodada  |
| 06/10/16 | Peru 2 x 2 Argentina   | Estádio Nacional do Peru (Lima/Peru)                                 | 9ª Rodada  |
| 23/03/17 | Argentina 1 x 0 Chile  | Estádio Monumental Antonio Vespucio Liberti (Buenos Aires/Argentina) | 13ª Rodada |
| 05/09/17 | Paraguai 1 x 1 Uruguai | Estádio Defensores del Chaco (Assunção/Paraguai)                     | 16ª Rodada |
| 05/10/17 | Chile 2 x 1 Equador    | Estádio Monumental David Arellano (Santiago/Chile)                   | 17ª Rodada |
| 10/10/17 | Peru 1 x 1 Colômbia    | Estádio Nacional do Peru (Lima/Peru)                                 | 18ª Rodada |

- Eliminatórias Sul Americanas - Copa do Mundo FIFA 2014

| DATA     | PARTIDA                | LOCAL                                                           | Rodada     |
| 26/03/13 | Equador 4 x 1 Paraguai | Estádio Olímpico Atahualpa (Quito/Equador)                      | 12ª rodada |
| 11/06/13 | Colômbia 2 x 0 Peru    | Estádio Metropolitano Roberto Meléndez (Barranquilla/Colômbia)  | 14ª Rodada |
| 06/09/13 | Chile 3 x 0 Venezuela  | Estádio Nacional Julio Martínez Prádanos (Santiago/Chile)       | 15ª Rodada |
| 11/10/13 | Equador 1 x 0 Uruguai  | Estadio Polideportivo de Pueblo Nuevo (San Cristóbal/Venezuela) | 17ª Rodada |

- Campeonato Sul-Americano Sub-20 Argentina 2013 [25]

| DATA     | PARTIDA                | LOCAL                                 | Rodada                      |
| 09/01/13 | Argentina 0 x 1 Chile  | Estádio Malvinas Argentinas (Mendoza) | 1ª rodada - Grupo A         |
| 15/01/13 | Colômbia 6 x 0 Bolívia | Estádio Malvinas Argentinas (Mendoza) | 4ª rodada - Grupo A         |
| 23/01/13 | Colômbia 1 x 0 Uruguai | Estádio Malvinas Argentinas (Mendoza) | 2ª rodada - Hexagonal Final |
| 30/01/13 | Paraguai 1 x 0 Uruguai | Estádio Malvinas Argentinas (Mendoza) | 4ª rodada - Hexagonal Final |

- Campeonato Sul-Americano Sub-15 Uruguai 2011

| DATA     | PARTIDA               | LOCAL                                           | Rodada              |
| 19/11/11 | Argentina 3 x 2 Chile | Estadio Municipal Parque Liebig's (Fray Bentos) | 2ª rodada - Grupo A |
| 23/11/11 | Chile 1 x 1 Venezuela | Estadio Municipal Parque Liebig's (Fray Bentos) | 3ª rodada - Grupo A |

### Clubes
- Copa do Mundo de Clubes da FIFA 2017

| DATA     | PARTIDA                             | LOCAL                                                   | Rodada     |
| 13/12/17 | Al-Jazira Club 1 x 2 Real Madrid CF | Estádio Xeique Zayed (Abu Dhabi/Emirados Árabes Unidos) | Semi Final |

- Copa do Mundo de Clubes da FIFA 2013 [27]

| DATA     | PARTIDA                                             | LOCAL                                     | Rodada           |
| 14/12/13 | Guangzhou Evergrande FC 2 x 0 Al-Ahly SC            | Stade Adrar (Agadir/Marrocos)             | Quartas de Final |
| 21/12/13 | FC Bayern de Munique 2 x 0 Raja Casablanca Athletic | Estádio de Marrakech (Marrakech/Marrocos) | FINAL            |

- Copa Libertadores da América de 2018

| DATA     | PARTIDA                        | LOCAL                                              | Rodada                             |
| 21/02/18 | Nacional 1 x 1 Banfield        | Estádio Gran Parque Central (Montevidéu/Uruguai)   | 3ª Fase Preliminar - Jogo de Volta |
| 02/05/18 | Colo Colo 2 x 0 Bolívar        | Estádio Monumental David Arellano (Santiago/Chile) | 5ª rodada - Grupo 2                |
| 15/05/18 | Atlético Tucumán 1 x 0 Peñarol | Estádio José Fierro (San Miguel de Tucumán)        | 5ª rodada - Grupo 3                |

- Copa Libertadores da América de 2017

| DATA     | PARTIDA                                   | LOCAL                                         | Rodada                             |
| 07/02/17 | Unión Española 2 x 0 Cerro                | Estádio Santa Laura (Santiago/Chile)          | 2ª Fase Preliminar - Jogo de Volta |
| 16/02/17 | Junior Barranquila 1 x 0 Atlético Tucumán | Estádio Jaime Morón León (Cartagena/Colômbia) | 3ª Fase Preliminar - Jogo de Ida   |
| 14/03/17 | Melgar 1 x 0 Emelec                       | Estádio Monumental da UNSA (Arequipa/Peru)    | 1ª rodada - Grupo 3                |
| 14/09/17 | Jorge Wilstermann 3 x 0 River Plate       | Estádio Félix Capriles (Cochabamba/Bolívia)   | Quartas de Final - Jogo de Ida     |

- Copa Libertadores da América de 2016

| DATA     | PARTIDA                                 | LOCAL                                               | Rodada                         |
| 03/03/16 | Boca Juniors 0 x 0 Racing               | Estádio Alberto J. Armando (Buenos Aires/Argentina) | 2ª rodada - Grupo 3            |
| 12/05/16 | Rosario Central 1 x 0 Atlético Nacional | Estádio Gigante de Arroyito (Rosário/Argentina)     | Quartas de Final - Jogo de Ida |

- Copa Libertadores da América de 2015

| DATA     | PARTIDA                                 | LOCAL                                                | Rodada                         |
| 22/05/15 | São Paulo 2 x 0 Corinthians             | Estádio Cicero Pompeu de Toledo (São Paulo/Brasil)   | 6ª rodada - Grupo 2            |
| 09/04/15 | Montevideo Wanderers 0 x 3 Boca Juniors | Estádio Centenário (Montevidéu/Uruguai)              | 5ª rodada - Grupo 5            |
| 05/03/15 | River Plate 1 x 1 Tigres UANL           | Estádio Monumental de Núñez (Buenos Aires/Argentina) | 2ª rodada - Grupo 6            |
| 19/05/15 | Libertad 2 x 2 Atlético Nacional        | Estádio Dr. Nicolás Leoz (Assunção/Paraguai)         | 1ª rodada - Grupo 7            |
| 21/05/15 | Guaraní 1 x 0 Racing                    | Estádio Defensores del Chaco (Assunção/Paraguai)     | Quartas de Final - Jogo de Ida |

- Copa Libertadores da América de 2014

| DATA     | PARTIDA                          | LOCAL | Rodada                          |
| 06/02/14 | Lanús 1 x 0 Caracas              |       | Fase Preliminar - Jogo de Volta |
| 13/03/14 | Arsenal de Sarandí 1 x 0 Peñarol |       | 6ª rodada - Grupo 8             |
| 29/04/14 | Vélez Sarsfield 2 x 2 Nacional   |       | Oitavas de Final - Jogo de Ida  |
| 13/08/14 | San Lorenzo 1 x 0 Nacional       |       | FINAL - Jogo de Volta           |

- Copa Libertadores da América de 2013

| DATA     | PARTIDA                                | LOCAL | Rodada                               |
| 19/03/13 | Peñarol 1 x 0 Emelec                   |       | Fase de Grupos - 2ª rodada - Grupo 4 |
| 02/04/13 | Deportes Iquique 1 x 3 Veléz Sarsfield |       | Fase de Grupos - 5ª rodada - Grupo 4 |
| 16/04/13 | Santa Fé 2 x 0 Real Garcilaso          |       | Fase de Grupos - 6ª rodada - Grupo 6 |
| 05/03/13 | Olímpia 2 x 2 Deportivo Lara           |       | Fase de Grupos - 3ª rodada - Grupo 7 |

- Copa Libertadores da América de 2012

| DATA      | PARTIDA                                 | LOCAL                                         | Rodada                                   |
| 02/02/12  | Caracas 1 x 1 Peñarol                   |                                               | Primeira Fase - Chave G3 - Jogo de Volta |
| 04//04/12 | Santos 1 x 1 Internacional              |                                               | Fase de Grupos - 5ª rodada - Grupo 1     |
| 17/04/12  | Veléz Sarsfield 1 x 3 Defensor Sporting |                                               | Fase de Grupos - 6ª rodada - Grupo 7     |
| 16/05/12  | Vasco da Gama 0 x 0 Corinthians         | Estádio Vasco da Gama (Rio de Janeiro/Brasil) | Quartas de Final - Jogo de Ida           |

- Copa Sul Americana de 2017

| DATA     | PARTIDA                                  | LOCAL | Rodada                                   |
| 01/06/17 | Bolívar 1 x 0 Deportes Tolima            |       | Primeira Fase - Chave G16 - Jogo de Ida  |
| 12/07/17 | Nacional1 x 1 Olímpia                    |       | Segunda Fase - Chave O13 - Jogo de Ida   |
| 01/08/17 | Atlético Tucumán 3 x 0 Oriente Petrolero |       | Segunda Fase - Chave O12 - Jogo de Volta |

- Copa Sul Americana de 2016

| DATA     | PARTIDA                      | LOCAL | Rodada                         |
| 22/09/16 | Santa Fé 2 x 0 Cerro Porteño |       | Oitavas de Final - Jogo de Ida |

- Copa Libertadores da América de 2015

| DATA     | PARTIDA                   | LOCAL | Rodada                         |
| 27/08/15 | Belgrano 1 x 1 Lanús      |       | Oitavas de Final - Jogo de Ida |
| 26/11/15 | Huracán 2 x 2 River Plate |       | Semi Final - Jogo de Volta     |

- Copa Sul Americana de 2014

| DATA     | PARTIDA                              | LOCAL | Rodada                         |
| 15/10/14 | Boca Juniors 0 x 1 Deportivo Capiatá |       | Oitavas de final - jogo de ida |

- Copa Sul Americana de 2013

| DATA     | PARTIDA                             | LOCAL | Rodada                                 |
| 08/08/13 | Libertad 0 x 0 Montevideo Wanderers |       | Primeira Fase - Chave G1 - Jogo de Ida |
| 20/08/13 | Sport 2 x 0 Naútico                 |       | Segunda Fase - Jogo de Ida             |
| 31/10/13 | Itagüi 1 x 0 Libertad               |       | Quartas de Final - Jogo de Volta       |

## Prêmios
- Melhor Arbitro do Campeonato Brasileiro de 2010.